# Пари Паскаля

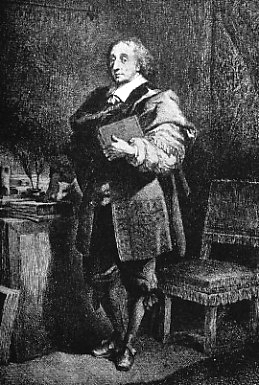
Блез Паскаль

Пари́ Паска́ля — предложенный математиком и философом Блезом Паскалем аргумент для демонстрации рациональности религиозной веры. Текст аргументации является фрагментом размышлений, содержащихся в разделе VIII «Разумнее верить, чем не верить в то, чему учит христианская религия» посмертно изданной работы «Мысли о религии и других предметах» (фр. Pensées sur la religion et sur quelques autres sujets, в переводах на русский язык название часто сокращают до «Мысли»), написанной в 1657—1658 годах.

## Суть рассуждений
Паскаль рассуждал:

Бог есть или нет. На которую сторону мы склонимся? Разум тут ничего решить не может. Нас разделяет бесконечный хаос. На краю этой бесконечности разыгрывается игра, исход которой неизвестен. На что вы будете ставить?

На что делать жизненную ставку — на религию или на атеизм? Для поиска ответа Паскаль предположил, что шансы существования или отсутствия Бога примерно равны или, по крайней мере, что вероятность существования Бога больше нуля. Тогда возможны два варианта:
1. Жить без веры крайне опасно, так как возможный «проигрыш» в случае существования Бога бесконечно велик — вечные муки. Если же Бог не существует, то цена «выигрыша» невелика — безверие нам ничего не даёт и от нас ничего не требует (атеистический выбор позволяет всего лишь сэкономить средства, время и усилия на совершение религиозных обрядов и прочее).
2. Жить по канонам веры неопасно, хотя и чуть более затруднительно из-за постов, всяческих ограничений, обрядов и связанных с этим затрат средств и времени. Цена «проигрыша» в случае отсутствия Бога невелика — затраты на обряды и усилия на праведную жизнь. Зато возможный «выигрыш» в случае существования Бога бесконечно велик — спасение души, вечная жизнь.

В других своих работах Паскаль рассматривал стратегии карточных игр с математической точки зрения. Эти работы базировались на анализе вероятностей событий с целью выбора оптимального размера ставки. Для сравнения и выбора вариантов действий (событий), которые происходят с разной вероятностью, нужно возможный приз (выигрыш, премию, результат) умножить на вероятность этого события. Полученные значения можно сравнивать для разных событий и сопоставлять с затратами (ставками). На этих идеях базируется теория игр, получившая развитие уже в XX веке.
Для принятия решения в пользу одного из предложенных вариантов Паскаль использовал те же рассуждения. Какова же оценка рассматриваемых вариантов?
1. При умножении пусть даже большой вероятности, что Бога нет, на небольшую ценность приза получается величина меньшая «небольшой ценности» приза, то есть небольшая и всегда конечная.
2. При умножении любой ненулевой, даже очень маленькой, вероятности того, что Бог окажет человеку милость за его добродетельное поведение, на бесконечно большую ценность приза получается бесконечно большая величина.

Паскаль делает вывод о том, что второй вариант предпочтительнее, что глупо хвататься за конечные величины, если можно приобрести бесконечные:

Чем вы рискуете, сделав такой выбор? Вы станете верным, честным, смиренным, благодарным, творящим добро человеком, способным к искренней, истинной дружбе. Да, разумеется, для вас будут заказаны низменные наслаждения — слава, сладострастие, — но разве вы ничего не получите взамен? Говорю вам, вы много выиграете даже в этой жизни, и с каждым шагом по избранному пути всё несомненнее будет для вас выигрыш и всё ничтожнее то, против чего вы поставили на несомненное и бесконечное, ничем при этом не пожертвовав.

## Анализ с точки зрения теории принятия решений
Теория принятия решений рассматривает Пари Паскаля как принятие решения в условиях неопределённости. Для принятия оптимального решения нужно определить матрицу ценности (получаемые выигрыши и затраты).
Паскаль не рассматривал вариант «Не верить» при условии, что Бог существует. Из его описания следует предположить, что выигрыш от неверия в случае существования Бога является конечным числом, хотя и без уточнения его знака. Например, можно считать, что этот выигрыш равен нулю или даже положительной величине. Обозначим это число как {\displaystyle f_{0}}.
|           | Бог существует                                        | Бог не существует                                |
| Верить    | {\displaystyle +\infty } (бесконечная ценность приза) | {\displaystyle -1} (некоторые конечные затраты)  |
| Не верить | {\displaystyle f_{0}} (некая конечная величина)       | {\displaystyle +1} (некоторая конечная экономия) |

Если обозначить вероятность того, что Бог существует, как {\displaystyle p}, то вероятность того, что Бога нет, равна {\displaystyle 1-p}.
Для принятия оптимального решения (наиболее рационального из имеющихся вариантов выбора) следует проанализировать каждую линию поведения и найти математическое ожидание соответствующего ей выигрыша. С этой целью каждый элемент матрицы (ценность) следует умножить на вероятность события в соответствующем ему столбце, а затем должна быть найдена сумма таких произведений для соответствующего варианта выбора (то есть для каждой строки). Следует выбирать тот вариант, для которого полученная сумма, то есть математическое ожидание, больше. Вероятность оценивается числом от 0 до 1, но Паскаль рассматривал вариант «больше 0, но меньше 1».
Вычислим интересующие нас произведения и составим матрицу результатов следующего вида:
|           | Бог существует               | Бог не существует     | Математическое ожидание            |
| Верить    | {\displaystyle +\infty }     | {\displaystyle (p-1)} | {\displaystyle +\infty }           |
| Не верить | {\displaystyle p\cdot f_{0}} | {\displaystyle (1-p)} | {\displaystyle p\cdot f_{0}+(1-p)} |

Очевидно, что
{\displaystyle (1-p)\cdot (-1)=(p-1)}
и
{\displaystyle +\infty +(p-1)=+\infty }
В любом случае математическое ожидание выигрыша для варианта (линии поведения) «Верить» положительно и бесконечно велико. С другой стороны, математическое ожидание выигрыша для варианта (линии поведения) «Не верить» — всегда конечная величина, пусть даже большая. Паскаль делает вывод, что рациональным выбором будет «Верить».

### Обобщения
Вполне очевидно, что результат не зависит от вероятности {\displaystyle p}. Важно лишь то, что
{\displaystyle 0<p}
а выигрыши в случае отсутствия Бога конечны. То есть конкретные значения выигрыша в случае отсутствия Бога, −1 и +1, можно заменить на некоторые конечные {\displaystyle f_{1}} и {\displaystyle f_{2}} и рассмотреть следующую матрицу выигрышей:
|           | Бог существует                                        | Бог не существует                                   |
| Верить    | {\displaystyle +\infty } (бесконечная ценность приза) | {\displaystyle f_{1}} (некоторые конечные затраты)  |
| Не верить | {\displaystyle f_{0}} (некая конечная величина)       | {\displaystyle f_{2}} (некоторая конечная экономия) |

Это изменение никак не повлияет на выводы, мы вновь будем сравнивать между собой {\displaystyle +\infty } и некоторую конечную величину, которая равна {\displaystyle p\cdot f_{0}+(1-p)\cdot f_{2}}.
Предположение о выигрыше от неверия в случае существования Бога вполне можно ужесточить. Например, можно считать, что этот выигрыш равен {\displaystyle -\infty } (бесконечно большое наказание). При таком предположении мы будем сравнивать между собой {\displaystyle +\infty } (ожидаемый выигрыш в случае веры в Бога) и {\displaystyle -\infty } (ожидаемый выигрыш в случае неверия). Рациональный выбор, естественно, будет тем же.

## Критика

### Религиозные оценки
На пари Паскаля ссылаются или его анализируют многие религиозные книги и издания. Примером может служить интернет-портал «Православная энциклопедия „Азбука веры“» (не путать с «Православной энциклопедией»). Редакторы портала привели мнение С. Л. Франка из книги «С нами Бог», критически рассматривающего логический ход пари Паскаля как имеющий странное и кощунственное заблуждение. Автор справедливо указывает на моменты несостоятельности пари как некоего духовного доказательства, задавая вопрос: «Какую религиозную ценность имеет так мотивированная решимость верить?». Франк указывает, что для веры необходимы внутренние основания, и вероятностный подход в рассуждениях Паскаля имеет черты «духовного уродства». В то же время, С. Л. Франк находит в «пари» и другой смысл: «В нём можно уловить совершенно иную мысль, именно, что, пойдя сначала „наугад“ по пути веры, потом обретаем на нём опытное удостоверение его истинности», и для этой мысли есть основания в словах Паскаля: «и с каждым шагом по избранному пути всё несомненнее будет для вас выигрыш».
Русский религиозный философ Б. П. Вышеславцев считал пари Паскаля парадоксальным, и даже шуточным, вариантом решения вопроса о целесообразности веры.

### Наличие других религий и богов
Хотя пари носит достаточно абстрактный характер, сам Паскаль рассматривал его как аргумент именно в пользу христианства, а не религии вообще или какой-либо религии, отличной от христианства. В книге Паскаля слово «религия», как нетрудно убедиться, является синонимом христианства, а само пари рассматривается в разделе VIII «Разумнее верить, чем не верить в то, чему учит христианская религия».
Французский философ-просветитель Дени Дидро выдвинул одно из первых возражений против аргумента Паскаля. Это возражение не столько против религии, сколько против того, чтобы воспринимать пари Паскаля в качестве аргумента в пользу конкретной религии. В 1770 году Дидро заметил, что хоть Паскаль и высказывался в пользу христианства, мусульманин мог бы привести тот же аргумент в пользу ислама:

LIX. Паскаль сказал: «Если ваша религия ложна, вы ничем не рискуете, считая её истинной; если она истинна, вы рискуете всем, считая её ложной». Какой-нибудь имам мог бы сказать то же, что и Паскаль.— Прибавление к «Философским мыслям», или Разные возражения против сочинений различных богословов
Уильям Джеймс, американский представитель философии прагматизма, в 1897 году высказал аналогичную мысль — «Пари» не может служить доказательством существования Бога, поскольку обосновывает веру в любую религию, которая обещает вечную загробную жизнь. Паскаль подразумевал выбор в пользу христианства. Но при этом пари не обосновывает, какие из множества религий и культов действительно верны. Если нет критерия выбора религии, то можно ведь и ошибиться при выборе: во что верить, кому молиться. А вера в ошибочную религию может дать тот же конечный результат, что и неверие ни в одну из религий.
С мыслями Джеймса перекликается известная фраза о том, что «нельзя попасть в Рай одной религии, не попав в Ад всех других». Для большей корректности условий и выводов пари Паскаля необходимо ввести в условие перечисление дополнительных реальных вариантов и их последствий. Помимо веры в определённый вариант христианского Бога и неверия атеиста, есть ещё возможность веры в других богов, например, в Зевса, или выбора иной религии. Если ислам признавать третьим и равноправным вариантом, тогда христианская вера может приводить к бесконечному проигрышу: «правильной» религией может оказаться ислам, а христианина ожидает ад.
Ричард Докинз также указывает, что, по всей видимости, выгоднее совсем не верить, чем верить в неправильно выбранного бога — само по себе количество богов и богинь, на которых можно делать ставки, уже опровергает логику аргумента Паскаля.

### Бесконечная ценность приза
Для Паскаля ценность приза была очевидной и базировалась на библейских указаниях: «без веры угодить Богу невозможно; ибо надобно, чтобы приходящий к Богу веровал, что Он есть, и ищущим Его воздаёт» (Евр. 11:6), «кто будет веровать и креститься, спасён будет; а кто не будет веровать, осуждён будет» (Мк. 16:16). Но для восприятия Библии в качестве доказательства или основания для действий нужно уже быть верующим, а это противоречит первоначальному замыслу Паскаля убедить неверующего, что верить более разумно.
Даже если допустить вознаграждение верующих, то нет гарантий, что приз будет иметь бесконечно большую ценность. Таким образом, условия пари не гарантируют, что верующий действительно находится в более выгодном положении, нежели неверующий.
Если исходить из догматов самого христианства, утверждение о том, что реакция христианского Бога заранее известна, прямо противоречит библейскому утверждению о невозможности познания божественного замысла («О бездна богатства и премудрости и ведения Божия! Как непостижимы судьбы Его и неисследимы пути Его!»; Рим. 11:33).

### Возможность веры по выбору
Ричард Докинз отмечает, что невозможно верить или не верить во что-то по выбору.
Ответ Паскаля на проблему невозможности веры по выбору заключается в следующем:

«Так; но у меня руки связаны, и я лишён возможности говорить; меня заставляют играть и я лишён свободы; меня не выпускают, а я создан так, что не могу верить. Что же мне теперь делать?»

Это верно. Но поймите, по крайней мере, что вы бессильны верить, так как, несмотря на принуждение со стороны разума, вы всё-таки верить не можете. Старайтесь же убедить себя не добыванием новых доказательств бытия Божия, а уменьшением своих страстей. Вы хотите достигнуть веры, а пути к ней не знаете; желая излечиться от неверия, просите лекарств. Спросите об этом у тех, которые, подобно вам, были связаны, а теперь жертвуют всем своим достоянием. Эти люди знают путь, которым вы намерены идти, и вылечились от недуга, от которого и вы хотите избавиться. Начните так же, как и они начали; а они начинали с того, что делали всё так, как бы уже веровали: пили святую воду, заказывали обедни и т. д. Это именно и научит вас верить и смирит ваш ум.— Блез Паскаль
По мнению известного философа Джона Лесли Мэки, это означает, что человек должен трансформировать свою волю при помощи исполнения религиозных ритуалов до тех пор, пока его воля действительно не станет восприимчивой к вере.

### Бог может узнать о неискренности веры
Ричард Докинз считает, что Пари Паскаля может быть лишь аргументом в пользу того, что выгодно притворяться верующим (бог, в которого вы якобы верите, может оказаться всеведущим и раскусить ваши уловки).

### Вера может не иметь награды
Ричард Докинз выражает сомнения обоснованности утверждения о том, что самый лучший способ ублажить бога — это верить в него (можно ли предположить, что бог столь же охотно вознаградит доброту, щедрость, искренность и / или целеустремлённый поиск истины).
Историк и философ Ричард Кэрриер рассуждает:

Предположим, что есть некий бог, который наблюдает за нами и решает, какие из душ умерших забрать на небеса, причём этот бог действительно желает, чтобы небеса населяли лишь благонравные. Он, вероятно, будет выбирать лишь из тех, кто сознательно предпринял значительные усилия, чтобы познать истину. […] То есть, если они по-настоящему заботятся о том, чтобы творить правые дела и уклоняться от неправых, то из этого с необходимостью следует, что их должно по-настоящему беспокоить познание правого и неправого. Поскольку для такого познания нужно узнать много принципиальных фактов о мироздании (например, о наличии бога), из этого с необходимостью следует, что таких людей должно по-настоящему беспокоить постоянное отыскание, проверка и подтверждение того факта, что их убеждения о подобных вещах, скорее всего, верны. Поэтому лишь такие люди способны оказаться достаточно добродетельными и заслуживающими доверия для того, чтобы заслужить место на небесах, — в том случае, если бог не желает заполнить небеса нерадивыми, безответственными и ненадёжными людьми. […] По-настоящему заинтересованные в том, чтобы творить правые дела и уклоняться от неправых, должны искренне интересоваться истинностью определённых утверждений, в том числе утверждения «Бог существует», и должны рассматривать этот вопрос с такими же ответственностью и вниманием, как и любой другой вопрос этики.
Оригинальный текст (англ.)Suppose there is a god who is watching us and choosing which souls of the deceased to bring to heaven, and this god really does want only the morally good to populate heaven. He will probably select from only those who made a significant and responsible effort to discover the truth. […] That is, if they have a significant and trustworthy concern for doing right and avoiding wrong, it follows necessarily that they must have a significant and trustworthy concern for knowing right and wrong. Since this knowledge requires knowledge about many fundamental facts of the universe (such as whether there is a god), it follows necessarily that such people must have a significant and trustworthy concern for always seeking out, testing, and confirming that their beliefs about such things are probably correct. Therefore, only such people can be sufficiently moral and trustworthy to deserve a place in heaven--unless god wishes to fill heaven with the morally lazy, irresponsible, or untrustworthy. […] If anyone is sincerely interested in doing right and avoiding wrong, they must be sincerely interested in whether certain claims are true, including «God exists», and must treat this matter with as much responsibility and concern as any other moral question.
— Ричард Кэрриер

### Обоснование для других утверждений
Рассуждая в духе пари Паскаля, можно получить и другие результаты:

Например, легко показать, что предпочтительна вера в строгого (мелочно мстительного, гневного и т. п.), а не сверхмилосердного бога. То есть ортодоксальный иудаизм предпочтительнее хасидского или реформистского (а тем более христианства!), а старообрядчество предпочтительнее никонианства и т. п. Как? А очень просто. Боясь строгого бога, мы ничем не рискуем даже и перед милосердным. А вот низкий порог боязни и запретов перед милосердным, крайне опасен, если он окажется строгим!— Хилькевич Я. М.
Кроме того, аналогичным образом можно обосновать и любое суеверие.
На основании подобных рассуждений можно сделать вывод, что пари Паскаля не является окончательным доказательством чего-либо. Оно не оценивает истинность или ложность того или иного утверждения. Делается лишь допущение возможности события, пусть даже с минимальной вероятностью. Это, скорее, объяснение доминирующей линии поведения в ситуации с неопределёнными условиями.